# 田川市金川農業協同組合
田川市金川農業協同組合（たがわしかながわのうぎょうきょうどうくみあい）は、かつて福岡県田川市に本所を置いていた農業協同組合。

## 概要
戦後の1948年（昭和23年）、農業改革の一環として農業協同組合法が施行されたことに伴い、各地で農業会の解体と農業協同組合の設立が行われた。田川市のうち旧金川村にあたる大字夏吉・糒の地域においても、金川農業会が解体され、同年6月に当組合の設立登記が行われた。
当組合の区域においては畜産が盛んで、後には「金川牛」として地域ブランド化も行われており、畜産品の販売や飼料等の畜産農家への供給等により当組合にとっても大きな収益源となった。また、モータリゼーションの進展により給油所事業でも大きな収益を得ることとなった。これらにより財務・収益基盤が比較的安定していたことから、1960年代以降の農協合併の動きに当組合は加わらず、2000年代まで旧村落を基盤とする小規模な組合のままで独立を保っていた。
しかし、畜産品については輸入品との競争激化などによりそれまでのような収益を得られなくなっていったことと、給油所事業についても原油価格の高騰などにより収益が激減したことから、収益源の安定性は失われていった。また、信用・共済事業において、取扱商品の高度化やコンプライアンス強化等への対応も迫られ、小規模な組織のままでは対応できる職員の人材育成にも課題を生じることとなった。これらのことから、当組合においても田川農協との合併の途が探られることとなり、2008年（平成20年）4月1日付で田川農協が当組合を吸収する形で合併が行われた。これにより、田川市・郡地域の農協の一本化も達成されることとなった。
当組合は、規模が小さいため支所はなく、金融店舗は本所のみであった。本所には隣接して給油所や農産物直売所などがあり、他に管内には育苗施設（1988年（昭和63年）4月完成）やライスセンター（1983年（昭和58年）5月完成）などがあった。田川農協への合併後は、本所は田川農協の金川支所となり、各施設も田川農協に承継された。

## 区域
- 田川市大字夏吉・糒の区域（旧田川郡金川村）

## 店舗・施設
- 本所
- 給油所
- 農機・自動車整備工場
- ライスセンター
- 育苗センター
- 農産物直売所「来てみんねかながわ」